# Internationales Zentrum zur Beilegung von Investitionsstreitigkeiten
Das Internationale Zentrum zur Beilegung von Investitionsstreitigkeiten (englisch International Centre for Settlement of Investment Disputes – ICSID) ist eine internationale Schiedsinstitution mit Sitz in Washington, D.C., das der Weltbankgruppe angehört. Als wichtigste Institution der Investitionsschiedsgerichtsbarkeit unterstützt das ICSID die Streitbeilegung vor allem bei Streitigkeiten zwischen Investoren und Staaten im Rahmen von bilateralen und multilateralen Investitionsschutzabkommen, indem es Verfahrensregeln, Räumlichkeiten, ein Sekretariat und administrative Unterstützung für Schiedsverfahren und Mediationen bietet. Das ICSID selbst nimmt, anders als zum Beispiel der Internationale Gerichtshof, keine Rechtsprechungsaufgaben wahr.

## Geschichte

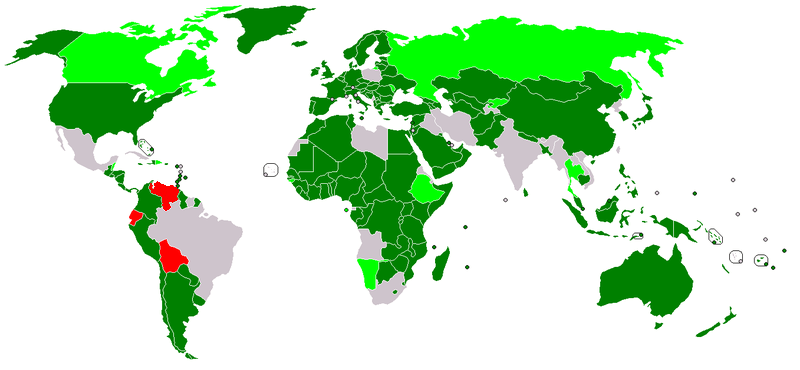
Dunkelgrün = ICSID in Kraft; hellgrün = ICSID unterschrieben, Ratifikation ausstehend; rot = ehemalige Mitgliedsstaaten

Das ICSID ist eine von fünf internationalen Organisationen, die der Weltbankgruppe angehören. Es hat seinen Sitz in Washington, D.C., wo sich auch das Hauptquartier der Weltbank befindet und ist im gleichen Gebäude ansässig. Das ICSID ist allerdings keine Sonderorganisation der Vereinten Nationen gemäß Artikel 57 der UN-Charta.
Das ICSID wurde unter Führung der Weltbank im Rahmen der „Konvention über die Beilegung von Investitionsstreitigkeiten zwischen Staaten und Staatsbürgern anderer Länder“ gegründet. Gründungsdokument und Rechtsgrundlage ist das „Übereinkommen zur Beilegung von Investitionsstreitigkeiten zwischen Staaten und Angehörigen anderer Staaten“ von 1965. Das Übereinkommen trat am 14. Oktober 1965 in Kraft. Bis Dezember 2021 haben 156 Staaten die ICSID-Konvention unterzeichnet und ratifiziert. Deutschland ist Gründungsmitglied. In den ersten 30 Jahren seines Bestehens, hat das ICSID im Schnitt nur einen Fall pro Jahr betreut. Seit 1995 ist die Fallzahl stark angestiegen. Im Geschäftsjahr 2008 verzeichnete ICSID einen Rekordanstieg auf 48 Anrufungen zur Beilegung von Investitionsstreitigkeiten (seit Gründung bis Januar 2010 305 Fälle, davon 73 % auf Basis von bi- oder multilateralen Investitionsschutzabkommen).
Mit Wirkung zum 3. November 2007 ist Bolivien aus dem ICSID ausgetreten. Ecuador hat die Konvention mit Wirkung zum 7. Januar 2010 gekündigt, Venezuela mit Wirkung zum 25. Juli 2012.
Investitionsschutzabkommen sind zunehmend in die Kritik geraten. Die Kläger stützen sich in zwei Dritteln der Verfahren auf bilaterale Investitionsschutzabkommen (BIT), zu acht Prozent auf die Energiecharta. Es wurden zum Beispiel mangelnde Transparenz und eine Einschränkung der staatlichen Souveränität kritisiert. Der Investitionsschutz könne demokratisch gewollte und legitimierte politische Entscheidungen behindern oder ganz gefährden, so dass eine Politikänderung letztlich daran scheitert. Die Lösung des Problems könnte in einer Anwendung der Lehre vom Wegfall der Geschäftsgrundlage auf das Investitionsschutzabkommen liegen.
Im August 2021 berichtete die Frankfurter Allgemeine Zeitung über einen Höchststand an Verfahren vor dem ICSID. Im Geschäftsjahr 2020/2021 seien 70 neue Klagen gegen Staaten erhoben worden. Zu keinem Zeitpunkt seit der Gründung des Forums habe es mehr Verfahren gegeben. Anhängig gewesen seien insgesamt 332 Verfahren. Innerhalb der vorangegangenen Jahre habe sich diese Zahl verdoppelt. 30 Prozent der Verfahren richteten sich gegen Staaten in Osteuropa und Zentralasien, jeweils 14 Prozent gegen Staaten in Südamerika und im subsaharischen Afrika und 10 Prozent der Verfahren gegen westeuropäische Staaten. Etwa ein Drittel der Klagen war ganz oder teilweise erfolgreich, acht Prozent endeten mit einem Vergleich.

## Organisation und Aufbau
Das ICSID besteht aus zwei Hauptorganen – dem Verwaltungsrat (Administrative Council) und dem Sekretariat, an dessen Spitze der Generalsekretär (Secretary-General) steht. Seit dem 22. Juni 2009 übt dieses Amt die Kanadierin Meg Kinnear aus. Der Verwaltungsrat besteht aus jeweils einem Vertreter aus jedem Mitgliedsstaat. Seine Sitzungen finden unter Leitung des amtierenden Präsidenten der Weltbank statt, der allerdings kein Stimmrecht hat. Zu den Aufgaben des Verwaltungsrates gehören vor allem die Verabschiedung von Verfahrensregeln, die Verabschiedung des Haushalts und die Wahl des Generalsekretärs. Die Aufgabe des Generalsekretärs sind die Leitung und Vertretung des ICSID. Außerdem hat er ein Prima-facie-Prüfungsrecht für die Zulässigkeit neu eingereichter Klagen vor dem ICSID.

## Zweck und Charakter des ICSID
Das ICSID soll eine neutrale internationale Streitbeilegungsinstitution bilden, die unabhängig von nationalen Gerichten tätig werden kann. Die Gründe für Investitionsstreitigkeiten sind häufig ein Auseinanderfallen der politischen Interessen des Gastlandes und den wirtschaftlichen Interessen des Investors. Zu einem solchen Auseinanderfallen kommt es häufig dadurch, dass die Rentabilitätsberechnungen eines Investors sich über 30–40 Jahre erstrecken, während die politische Haltung zu einem Investitionsprojekt nicht immer über Jahrzehnte unverändert bleibt. Ein Projekt, das bei Beginn politisch hochwillkommen war und mit Freude „ins Land geholt“ wurde, kann nach einem Politikwechsel zu einer politischen Altlast werden oder geradezu unerwünscht sein. Prominente Beispiele aus der Vergangenheit betreffen US-Investitionen in Kuba nach der Castro-Revolution 1959 (siehe Kubanische Revolution#Nach dem Sieg) oder im Iran nach dem Sturz des Schahs 1979 (s. Iran-United States Claims Tribunal). In bilateralen völkerrechtlichen Verträgen zum Schutze und zur Förderung von Investitionen (engl. BIT = Bilateral Investment Treaties, bilaterale Investitionsabkommen) und in plurilateralen Investitionsschutzabkommen haben viele Staaten sich verpflichtet, Investoren Schutz unabhängig von der aktuellen politischen Lage zu gewähren. Auf diese Weise soll die Investitionsbereitschaft ausländischer Investoren gesteigert werden. Das ICSID bietet die Möglichkeit an, diesen Schutz vor Schiedsgerichten einzuklagen. Es ist nicht die einzige solche Möglichkeit. Viele Bilaterale Investitionsabkommen sehen auch Schiedsverfahren unter Leitung anderer Institutionen vor, etwa der ICC oder des LCIA. In diesen Verfahren sollen die gegensätzlichen Interessen von Gaststaat und ausländischem Investor ausbalanciert werden. Dem Investor kommt durch ein Verfahren vor dem ICSID als integriertem Bestandteil der Weltbank zugute, dass es sich kaum ein Staat leisten kann, bei der Weltbank in Verruf zu geraten. Zumindest besteht für die Weltbank theoretisch die Möglichkeit, einem Staat neue Kredite zu verweigern. Gebrauch gemacht hat die Weltbank von dieser theoretischen Möglichkeit, soweit ersichtlich, im Zusammenhang mit dem ICSID noch nie.
Zum Zweck der Beilegung entstandener Investitionsstreitigkeiten stellt das ICSID die Verfahrensorganisation und -verwaltung, Räumlichkeiten und technische Hilfsmittel für Investitionsstreitigkeiten zwischen Vertragsstaaten und Unternehmen anderer Vertragsstaaten zur Verfügung. Das ICSID tritt also selbst nicht als Schiedsrichter oder Mediator auf. Es unterstützt lediglich durch Festlegung bestimmter Regelungen und Übernahme administrativer Tätigkeiten die Durchführung von Schieds-/Mediationsverfahren im Bereich grenzüberschreitender Investitionen. Das ICSID kann daher nicht als fester Gerichtshof angesehen werden. Allerdings ist es in einen festen institutionellen Rahmen eingebunden und hat eindeutige Verfahrensregeln. Es hält auch eine Liste möglicher Schiedsrichter bereit, ein sogenanntes „Panel“. Die Vertragsstaaten des ICSID können je 4 Schiedsrichter für diese Liste benennen, das ICSID benennt weitere. Die Streitparteien sind allerdings an die Liste nicht gebunden. Direkte inhaltliche Regelungen zum Investitionsschutz enthält das ICSID-Übereinkommen nicht. Bilaterale Investitionsabkommen und Investitionsschutzabkommen stellen derartige inhaltliche Regeln auf, ebenso wie einige regionale oder sektoralen Wirtschaftsabkommen, etwa im 11. Kapitel des NAFTA-Vertrages oder im Vertrag über die Energiecharta. Auch das geplante Freihandelsabkommen zwischen der EU und den USA, das TTIP (Transatlantic Trade and Investment Partnership), soll derartige Regeln enthalten.

## Zuständigkeitsbereich des ICSID
Bei dem Streitgegenstand muss es sich um eine Investitionsstreitigkeit handeln, damit das ICSID tätig werden kann. Es muss ein „investment“, also eine Investition (die deutsche amtliche Übersetzung spricht etwas zu eng von „Kapitalanlage“) eines Angehörigen eines Staates in einem anderen Staat vorliegen, beide Staaten müssen das ICSID-Übereinkommen ratifiziert haben und beide Parteien müssen der Streitbeilegung durch ein ICSID-Tribunal zugestimmt haben.

### Definition des Begriffs „Investment“
Was genau unter einem „Investment“ zu verstehen ist, regeln das einschlägige bilaterale Investitionsabkommen und Art. 25 ICSID-Konvention. Die Definition ist häufig sehr weit und nicht-abschließend.
Der Mustervertrag für Deutsche Bilaterale Investitionsabkommen (Muster-IFV 2008) definiert „Investment“ in Art. 1, Abs. 2 wie folgt:

„Vermögenswerte jeder Art, die von Investoren des einen Vertragsstaats direkt oder indirekt im Hoheitsgebiet des anderen Vertragsstaats angelegt werden […] insbesondere:
a) Eigentum an beweglichen und unbeweglichen Sachen sowie sonstige dingliche Rechte wie
Hypotheken und Pfandrechte;
b) Anteilsrechte an Gesellschaften und andere Arten von Beteiligungen an Gesellschaften;
c) Ansprüche auf Geld, das verwendet wurde, um einen wirtschaftlichen Wert zu schaffen, oder
Ansprüche auf Leistungen, die einen wirtschaftlichen Wert haben;
d) Rechte des geistigen Eigentums, wie insbesondere Urheberrechte und verwandte Schutzrechte, Patente, Gebrauchsmuster, gewerbliche Muster und Modelle, Marken, Sortenschutzrechte;
e) Handelsnamen, Betriebs- und Geschäftsgeheimnisse, technische Verfahren sowie Know-how und Goodwill;
f) öffentlich-rechtliche Konzessionen einschließlich Aufsuchungs- und Gewinnungskonzessionen für natürliche Ressourcen.“

Deutschland hat bis 2014 insgesamt 136 bilaterale Investitionsabkommen unterzeichnet, davon sind 127 in Kraft. Es nimmt damit vor der Schweiz und der Volksrepublik China den Spitzenplatz ein. Die weitaus meisten sehen ein Investor-Staat-Schiedsverfahren vor.
Weltweit zählt die UNCTAD etwa 3000 bilaterale Investitionsabkommen. Genaue Zahlen, wie viele davon ein Investor-Staat-Schiedsverfahren vorsehen, existieren nicht, man geht aber von einem Prozentsatz von über 50 % aus.

### Additional Facility
Sind die Voraussetzungen für die Eröffnung des Zuständigkeitsbereichs des ICSID nicht erfüllt, kann es Investitionsschiedsverfahren im Rahmen der "Additional Facility" dennoch betreuen, wenn die Parteien sich darauf einigen und der Generalsekretär des ICSID zustimmt.

## Verfahren
Verfahren vor der ICSID folgen grob denselben Regeln wie private Schiedsverfahren, allerdings mit einigen Besonderheiten.

### Bestellung der Schiedsrichter
Je nach Vereinbarung der Parteien können Streitigkeiten durch einen Einzelschiedsrichter oder ein Tribunal aus einer ungeraden Zahl von Schiedsrichtern entschieden werden. Treffen die Parteien keine Vereinbarung, besteht das Tribunal aus drei Schiedsrichtern, von denen jeweils einer von jeder Partei bestimmt wird. Der dritte Schiedsrichter wird von den Parteien gemeinsam bestimmt, oder, wenn diese sich innerhalb von 90 Tagen nicht einig werden, vom Vorsitzenden des Verwaltungsrats ("Administrative Council") der ICSID.
Die ICSID führt eine Liste von möglichen Schiedsrichtern ("Panel"), die hierfür von den Vertragsstaaten der Konvention nominiert werden. Die Parteien müssen ihre Schiedsrichter jedoch nicht aus dem Panel bestimmen.
Schiedsrichter derselben Nationalität wie eine der Parteien sind nur zulässig, wenn die andere Partei zustimmt.

### Rechtsbehelfe
Anders als die meisten anderen Schiedssprüche, können die Urteile von ICSID-Tribunalen nicht von nationalen Gerichten aufgehoben werden. Die ICSID-Konvention selbst bietet drei Rechtsbehelfe:
- Ist die Auslegung eines Schiedsspruchs unklar, kann jede Partei eine verbindliche Interpretation verlangen, die möglichst von dem Schiedsgericht vorgenommen werden soll, die den Schiedsspruch ursprünglich erlassen hat.
- Sind nach Erlass des Schiedsspruchs Tatsachen bekannt geworden, die den Spruch wesentlich beeinflusst hätten, kann eine Partei innerhalb von 90 Tagen nach Bekanntwerden der Tatsache eine Abänderung verlangen. Das Recht erlischt spätestens drei Jahre nach Erlass des Schiedspruchs.
- Auch eine Aufhebung des Schiedsspruchs kann innerhalb von 120 Tagen beantragt werden. Über ihn entscheidet ein sog. "Annulment Committee" aus drei Personen, die der Vorsitzende des Administrative Council aus dem ICSID-Panel auswählt. Voraussetzung der Aufhebung ist, dass das Tribunal nicht korrekt zusammengestellt wurde seine Kompetenz "offensichtlich" überschritten hat, Korruption eines Schiedsrichters, gewichtige Abweichungen von grundlegenden Verfahrensregeln oder das Fehlen einer Begründung des Schiedsspruchs (Art. 52 ICSID-Konvention).

Etwas anderes gilt für Schiedsverfahren im Rahmen der Additional Facility: Sie unterliegen dem jeweils anwendbaren Schiedsverfahrensrecht am Schiedsort und können vor den dortigen Gerichten angegriffen werden (in Deutschland gem. § 1061 ZPO).

## Wirkung der ICSID-Schiedsurteile
Der ergangene Schiedsspruch muss vom Mitgliedsland unmittelbar und wie ein letztinstanzliches Urteil, das durch eigene Gerichte des jeweiligen Staates ergangen ist, von dem Staat umgesetzt werden. Das ICSID-Übereinkommen berührt jedoch nicht die Grundsätze der Staatenimmunität gegen Vollstreckungen.
Die Verhandlungen des Schiedsgerichts und der Schiedsspruch selbst bleiben geheim, es sei denn, die beiden Parteien stimmen einer Veröffentlichung zu. Diese Zustimmung erfolgt aber in der großen Mehrzahl der entschiedenen Fälle und die Schiedssprüche können im Internet im Volltext nachgelesen werden.